# Czarodziejski flet (film 2006)
Czarodziejski flet – francusko-brytyjski dramat muzyczny w reżyserii Kennetha Branagha z 2006 roku na podstawie opery Wolfganga Amadeusa Mozarta pod tym samym tytułem.

## Obsada
- Ljubow Petrowa – Królowa Nocy
- René Pape – Sarastro
- Benjamin Jay Davis – Papageno
- Joseph Kaiser – Książę Tamino
- Amy Carson – Księżniczka Pamina